# いわき市立美術館
いわき市美術館（いわきしりつびじゅつかん）は福島県いわき市にある市立美術館。英文表記は「Iwaki City Art Museum」。

## 概要
1984年開館。国内外の現代美術や地域にゆかりのある作品に特色がある。収蔵作品は2,300点以上。常設展をはじめ企画展も豊富で、通常4月から12月にかけて古今東西のさまざまな美術を紹介し、また1月から3月までは市民が出品できる「小・中学生版画展」や「市民美術展覧会」も開催している。建造物としての評価も高く、各賞を受賞している。
また展覧以外にもギャラリー・トーク、講演会、美術講座、実技講座、ワークショップ、コンサート、パフォーマンス、映像鑑賞会など多様なイベントを行っている。

## 開館・休館案内
- 開館時間：午前9時30分 - 午後5時（展示室への入場は閉館30分前まで）。7月、8月の毎週金曜日は、夜8時まで開館
- 休館日：毎週月曜日（ただし、月曜日が祝日等の場合は開館し翌日休館）、年末年始（12月28日 - 1月4日）

## フロア
1階
- 常設展示室
- ギャラリー広場
- 映像視聴コーナー
- レストラン「あじさい　営業時間：10:00－17:00（食事の注文は11:15－15:15）」[7]
- コインロッカー

2階
- 企画展示室1
- 企画展示室2

3階
- 実技講習室
- セミナー室
- 図書室

など。

## 観覧料（常設展）
- 一般　220円 (170円)　　※(　　)内は20人以上の団体割引料金
- 高校・高専・大学生　150円 (120円)
- 小・中学生　70円 (50円)

## 主な収蔵作家
海外の作家ではパブロ・ピカソやアンリ・マティス、アンディ・ウォーホル、イヴ・クライン、ヘンリー・ムーアなど、国内では井上長三郎、今井俊満、河口龍夫、佐藤忠良、若松光一郎など他にも国内外問わず多数の作家の作品を収蔵している。
特に現代美術の収集に積極的で、開館当時、時代に先駆けて現代美術の作品を収集し収蔵している。収蔵のコンセプトとしていわきの美術、日本の戦後美術、世界の戦後美術の3点を重視した方針をとっている。

## 設立までの経緯
1976年に設立された市内外の現代美術家や地域美術愛好家らによる、美術振興推進団体「いわき市民ギャラリー」が中心となり、佐藤忠良らによるいわき市の美術館建設諮問委員会を経て市民運動によって1984年に開館した。

## アクセス
- 高速バス（東京－いわき線、会津若松・郡山－いわき線、福島－いわき線）平中町バス停より徒歩3分
- JR東日本常磐線・磐越東線いわき駅より徒歩15分
- 常磐自動車道いわき中央ICより15分
- 駐車場[13]（無料駐車場）　美術館南側に美術館駐車場４４台、文化センター駐車場６９台ほか

## 周辺
- いわき市文化センター
- 平中央公園
- いわき芸術文化交流館アリオス
- いわき市役所
- NTT東日本福島いわき支店